# Dyhernfurth (sottocampo di Gross-Rosen)
Dyhernfurth era uno dei sottocampi di Gross-Rosen. A Brzeg Dolny, già famosa per le sue industrie chimiche, venne iniziata la produzione del gas nervino tabun nel complesso industriale Rokita SA. In origine, Brezeg Dolny, si chiamava Dyhernfurth sull'Oder, che venne bombardato dagli Alleati il 5 febbraio 1945, quando stava per essere occupato dall'URSS. Una volta presi, i proiettili col gas furono fatti affondare nel Mar Baltico e al largo della Florida.